# Wai Dao
Wai Dao (chinesisch 外島 ‚Äußere Insel‘) ist eine kleine Insel vor der Ingrid-Christensen-Küste des ostantarktischen Prinzessin-Elisabeth-Lands. Sie liegt südwestlich der Insel Zhongshan Dao und südöstlich der Insel Qi’’e Dao vor der Landspitze Steinnes.
Chinesische Wissenschaftler benannten sie im Jahr 1999.